# Piet Wildschut
Piet Wildschut (Leeuwarden, 25 oktober 1957) is een Nederlands voormalig voetballer die doorgaans als verdediger speelde. Hij kwam van 1974 tot en met 1988 uit voor achtereenvolgens FC Groningen, FC Twente, PSV, Antwerp FC en Roda JC. Wildschut speelde van 1978 tot en met 1982 elf interlands voor het Nederlands elftal, waarmee hij deelnam aan het wereldkampioenschap voetbal 1978.

## Carrière
Wildschut maakte in het seizoen 1974/75 zijn debuut in het betaald voetbal in het shirt van FC Groningen, op 8 september 1974, 16 jaar en ruim 10 maanden jong, uit tegen de kampioen van de eerste divisie dat seizoen, NEC (NEC-FC Groningen 2-0). Twee seizoenen later werd hij door trainer Spitz Kohn en manager Ton van Dalen naar FC Twente gehaald. Hij scoorde direct in zijn eerste wedstrijd voor FC Twente en groeide in Enschede al snel uit tot een gewaardeerde basisspeler. In 1977 won hij met FC Twente de KNVB beker.
Aanvankelijk was Wildschut rechtsbuiten, maar Kohn vormde hem om tot linksback. Op die positie maakte hij op 5 april 1978 zijn debuut in het Nederlands elftal, in een vriendschappelijke wedstrijd tegen Tunesië. De 20-jarige speler werd geselecteerd voor het wereldkampioenschap van dat jaar, waarop hij tegen Schotland (2-3 verlies) inviel en tegen Oostenrijk (5-1 zege) en West-Duitsland (2-2) in de basis stond. Vervolgens werd hij weer gepasseerd en in de finale van het toernooi tegen Argentinië moest hij plaatsnemen op de tribune.
In januari 1979 vertrok Wildschut naar PSV. Hij zou tot en met seizoen 1984/85 voor de Eindhovense ploeg spelen. Met PSV wist hij geen prijzen te winnen (achtereenvolgens derde, derde, vijfde, tweede, derde, tweede, tweede in de eredivisie, beste resultaten in het KNVB beker-toernooi: vier maal halve finalist in 1979/80, 1980/81, 1982/83 en 1984/85). Tevens raakte hij uit beeld bij Oranje. In 1982 speelde hij zijn elfde en laatste interland. In juli 1985 werd Wildschut ingelijfd door het Belgische Antwerp FC. Een jaar later keerde hij terug naar Nederland om in dienst te treden bij Roda JC. Met de club uit Kerkrade werd hij in het seizoen 1986-1987 vierde in de Eredivisie. In zijn tweede seizoen bij Roda JC raakte Wildschut geblesseerd aan zijn enkel. Er was sprake van een overgang naar VfB Stuttgart, maar Wildschut kwam niet door de medische keuring en besloot met profvoetbal te stoppen.
Na zijn voetbalcarrière emigreerde Wildschut met zijn gezin naar de Verenigde Staten, waar hij een softwarebedrijf ging runnen. Hij heeft wiskunde gestudeerd aan de Technische Hogeschool Eindhoven. Zijn zoon Rens Wildschut kwam in het Nederlands betaald voetbal uit voor FC Eindhoven.

### Clubstatistieken
| Seizoen | Club         | Competitie    | wed. | goals |
| ------- | ------------ | ------------- | ---- | ----- |
| 1974/75 | FC Groningen | Eredivisie    | 15   | 2     |
| 1975/76 | FC Groningen | Eredivisie    | 21   | 4     |
| 1976/77 | FC Twente    | Eredivisie    | 21   | 3     |
| 1977/78 | FC Twente    | Eredivisie    | 34   | 6     |
| 1978/79 | FC Twente    | Eredivisie    | 17   | 1     |
| 1978/79 | PSV          | Eredivisie    | 7    | 0     |
| 1979/80 | PSV          | Eredivisie    | 30   | 0     |
| 1980/81 | PSV          | Eredivisie    | 32   | 3     |
| 1981/82 | PSV          | Eredivisie    | 33   | 1     |
| 1982/83 | PSV          | Eredivisie    | 33   | 4     |
| 1983/84 | PSV          | Eredivisie    | 27   | 1     |
| 1984/85 | PSV          | Eredivisie    | 17   | 0     |
| 1985/86 | Antwerp FC   | Eerste klasse | 28   | 2     |
| 1986/87 | Roda JC      | Eredivisie    | 33   | 3     |
| 1987/88 | Roda JC      | Eredivisie    | 17   | 1     |